# David Fusitu'a

a Compétitions nationales et continentales officielles uniquement.

b Matchs officiels uniquement.
David Fusitu'a, né le 16 octobre 1994 à Auckland (Nouvelle-Zélande), est un joueur de rugby à XIII néo-zélandais d'origine tongienne évoluant au poste d'ailier, de centre ou d'arrière. Il fait ses débuts en National Rugby League (« NRL ») avec les Warriors de New Zealand lors de la saison 2014, franchise avec laquelle il est toujours fidèle. Il a revêtu également le maillot des Tonga avant de revêtir celui de la Nouvelle-Zélande dans l'optique du Tournoi des Quatre Nations 2016.

## Biographie
David Fusitu'a signe aux Warriors de New Zealand en 2012 à seulement dix-sept ans, il est également sélectionné dans l'équipe junior de Nouvelle-Zélande. En 2013, il est pré-sélectionné dans l'équipe des Tonga en vue de la Coupe du monde 2013 en raison de ses origines mais n'est pas retenu dans la liste finale.
Il fait ses débuts en National Rugby League en 2014 avec les Warriors de New Zealand en remplaçant Manu Vatuvei blessé. Il dispute cette saison-là douze rencontres au poste d'ailier et marque sept essais. Il prolonge à la fin de la saison 2014 son contrat de deux ans avec les Warriors. Sa saison 2015 est émaillée de blessures répétitives ne lui permettant de ne disputer que trois rencontres au poste de centre.
Il fait son grand retour en 2016 et y réussit sa meilleure saison depuis le début de sa carrière. Sa polyvalence est un atout et dispute dix-sept rencontres inscrivant onze essais, que cela soit au poste d'ailier, d'arrière ou de centre.Ses performances amènent la franchise néo-zélandaise à le prolonger jusqu'en 2019.
En fin de saison, il intègre la sélection de Nouvelle-Zélande pour disputer le Tournoi des Quatre Nations 2016 duquel il participe à la finale perdue contre l'Australie.

## Palmarès
- Collectif :
  - Finaliste du Tournoi des Quatre Nations : 2016 (Nouvelle-Zélande).

 St Helens
- - Finaliste de la Super League : 2022 (Leeds).

- Individuel :
  - Meilleur marqueur d'essais de la National Rugby League : 2018 (New Zealand Warriors).

### Détails en sélection
| Matchs internationaux de David Fusitu'a  | Matchs internationaux de David Fusitu'a | Matchs internationaux de David Fusitu'a | Matchs internationaux de David Fusitu'a | Matchs internationaux de David Fusitu'a | Matchs internationaux de David Fusitu'a | Matchs internationaux de David Fusitu'a | Matchs internationaux de David Fusitu'a | Matchs internationaux de David Fusitu'a | Matchs internationaux de David Fusitu'a | Matchs internationaux de David Fusitu'a | Matchs internationaux de David Fusitu'a |
|                                          | Date                                    | Adversaire                              | Résultat                                | Compétition                             | Poste                                   | Points                                  | Essais                                  | Pen.                                    | Drops                                   |                                         |                                         |
| ---------------------------------------- | --------------------------------------- | --------------------------------------- | --------------------------------------- | --------------------------------------- | --------------------------------------- | --------------------------------------- | --------------------------------------- | --------------------------------------- | --------------------------------------- | --------------------------------------- | --------------------------------------- |
| sous les couleurs de la Nouvelle-Zélande |                                         |                                         |                                         |                                         |                                         |                                         |                                         |                                         |                                         |                                         |                                         |
| 1.                                       | 11 novembre 2016                        | Écosse                                  | 18-18                                   | Quatre Nations                          | Ailier                                  | 8                                       | 2                                       | -                                       | -                                       |                                         |                                         |
| 2.                                       | 20 novembre 2016                        | Australie                               | 0-24                                    | Quatre Nations                          | Ailier                                  | -                                       | -                                       | -                                       | -                                       |                                         |                                         |
| sous les couleurs des Tonga              |                                         |                                         |                                         |                                         |                                         |                                         |                                         |                                         |                                         |                                         |                                         |
| 1.                                       | 7 mai 2016                              | Samoa                                   | 6-18                                    | Amical                                  | Arrière                                 | -                                       | -                                       | -                                       | -                                       |                                         |                                         |
| 2.                                       | 4 novembre 2017                         | Samoa                                   | 32-18                                   | Coupe du monde                          | Ailier                                  | -                                       | -                                       | -                                       | -                                       |                                         |                                         |
| 3.                                       | 11 novembre 2017                        | Nouvelle-Zélande                        | 28-22                                   | Coupe du monde                          | Ailier                                  | 12                                      | 3                                       | -                                       | -                                       |                                         |                                         |
| 4.                                       | 18 novembre 2017                        | Liban                                   | 24-22                                   | Coupe du monde                          | Ailier                                  | 8                                       | 2                                       | -                                       | -                                       |                                         |                                         |
| 5.                                       | 25 novembre 2017                        | Angleterre                              | 18-20                                   | Coupe du monde                          | Ailier                                  | -                                       | -                                       | -                                       | -                                       |                                         |                                         |
| 6.                                       | 20 octobre 2018                         | Australie                               | 16-34                                   | Amical                                  | Ailier                                  | -                                       | -                                       | -                                       | -                                       |                                         |                                         |
| 7.                                       | 22 juin 2019                            | Nouvelle-Zélande                        | 14-34                                   | Coupe Océanie                           | Ailier                                  | -                                       | -                                       | -                                       | -                                       |                                         |                                         |
| 8.                                       | 26 octobre 2019                         | Grande-Bretagne                         | 14-6                                    | Amical                                  | Ailier                                  | -                                       | -                                       | -                                       | -                                       |                                         |                                         |
| 9.                                       | 2 novembre 2019                         | Australie                               | 16-12                                   | Coupe Océanie                           | Ailier                                  | -                                       | -                                       | -                                       | -                                       |                                         |                                         |

### En club

#### Statistiques
| Saison | Club                 | Compétition           | Matchs | Points | Essais | Goals | Drops |
| ------ | -------------------- | --------------------- | ------ | ------ | ------ | ----- | ----- |
| 2014   | New Zealand Warriors | National Rugby League | 12     | 28     | 7      | 0     | 0     |
| 2015   | New Zealand Warriors | National Rugby League | 3      | 8      | 2      | 0     | 0     |
| 2016   | New Zealand Warriors | National Rugby League | 18     | 44     | 11     | 0     | 0     |
| 2017   | New Zealand Warriors | National Rugby League | 24     | 48     | 12     | 0     | 0     |
| 2018   | New Zealand Warriors | National Rugby League | 23     | 92     | 23     | 0     | 0     |
| 2019   | New Zealand Warriors | National Rugby League | 16     | 20     | 5      | 0     | 0     |